# Mario Varglien
Mario Varglien (ur. 26 grudnia 1905 w Rijece, zm. 1978), włoski piłkarz, pomocnik i trener piłkarski. Długoletni zawodnik Juventusu.
Piłkarzem Juventusu był w latach 1927–1942. W lidze zdobył 17 bramek w 353 grach. Pięciokrotnie był mistrzem Włoch (1931–1935), triumfował także w krajowym Pucharze. W reprezentacji Włoch zagrał tylko raz. 17 lutego 1935 Włochy wygrały 2:1 z Francją. Wcześniej znajdował się w kadrze na zwycięskie dla Italii finały MŚ 34.
Po zakończeniu kariery piłkarskiej pracował jako trener. w latach 1952–1954 prowadził Romę. Reprezentacyjnym piłkarzem był także jego brat, Giovanni.